# Yevhenii Barabanov
Yevhenii Barabanov est un boxeur ukrainien, né le 24 juillet 1993.

## Carrière
Sa carrière amateur est principalement marquée par une médaille de bronze remportée aux Jeux européens de 2019 dans la catégorie poids welters.

## Palmarès

### Championnats d'Europe
- Médaille de bronze en -69 kg en 2017 à Kharkiv, Ukraine

### Jeux européens
- Médaille de bronze en -69 kg en 2019 à Minsk, Biélorussie